# Daimiel (Gerichtsbezirk)
Der Gerichtsbezirk Daimiel ist einer der zehn Gerichtsbezirke in der Provinz Ciudad Real.
Der Bezirk umfasst 5 Gemeinden auf einer Fläche von 936,85 km² mit dem Hauptquartier in Daimiel.

## Gemeinden
| Gemeinde                | Einwohner (2024) | Fläche km² | Dichte Einw./km² | Cod INE | Postleitzahl |
| ----------------------- | ---------------- | ---------- | ---------------- | ------- | ------------ |
| Arenas de San Juan      | 1.035            | 63,09      | 16               | 13018   | 13679        |
| Daimiel                 | 17.645           | 438,30     | 40               | 13039   | 13250        |
| Fuente el Fresno        | 3.047            | 119,46     | 26               | 13044   | 13680        |
| Las Labores             | 547              | 34,14      | 16               | 13050   | 13660        |
| Villarrubia de los Ojos | 9.620            | 281,86     | 34               | 13096   | 13670        |
| Gerichtsbezirk Daimiel  | 31.894           | 936,85     | 34               | –       | –            |